# Station Wartenberg
Wartenberg is een S-Bahnstation in het noordoostelijke Berlijnse stadsdeel Neu-Hohenschönhausen. Het station, geopend in 1985, ligt aan de zogenaamde Außenring en is het eindpunt van lijn S75. Iedere tien minuten vertrekt er een trein, met bestemming station Warschauer Straße. Regionale treinen naar Oranienburg en Eberswalde rijden het station zonder te stoppen voorbij.
Station Wartenberg bestaat uit een overkapt eilandperron met twee doodlopende sporen. Een voetgangerstunnel verbindt het perron met de woonwijken aan weerszijden van het spoor. Tot 2002 lag het station in Berlin-Wartenberg, dat tegenwoordig zeer landelijk van karakter is: de nieuwbouwwijken van het stadsdeel werden overgeheveld naar Neu-Hohenschönhausen. Het noordwestelijke deel van Hohenschönhausen, waarin station Wartenberg ligt, wordt echter nog altijd Wartenberg genoemd.
De S-Bahnlijn langs de Außenring, een ringspoorweg die met een wijde boog om en deels door de Duitse hoofdstad loopt, werd aangelegd om het nieuwbouwgebied Hohenschönhausen te ontsluiten. In 1984 opende het eerste deel van de lijn, als aftakking van de acht jaar eerder gebouwde S-Bahnverbinding naar Marzahn, tot station Hohenschönhausen. Op 20 december 1985 werd de lijn met één station verlengd naar Wartenberg. De verlenging naar Wartenberg gold als aanzet voor verdere doortrekking van de lijn naar Malchow, waar net als in Hohenschönhausen grootschalige woningbouw (Plattenbau) gepland was. Later ontstond het idee de lijn naar de Sellheimbrücke in Karow te voeren en bij het Karower Kreuz een aansluiting te creëren op de Stettiner Bahn, waarlangs onder meer S-Bahnlijn S2 rijdt. Deze plannen zijn inmiddels echter van de baan.